# Bertram Anderson
Bertram Anderson (1505–14 de março de 1571) foi um político inglês eleito para a Câmara dos Comuns entre 1553 e 1563.

## Carreira
Anderson foi eleito xerife (1543–4) e prefeito de Newcastle-upon-Tyne (1551–2, 1557–8, 1563–4), e também foi Escheator de Northumberland (1555–6). Ele foi eleito para o Parlamento para representar Newcastle-upon-Tyne nos parlamentos de 1553, abril de 1554, novembro de 1554, 1558 e 1563.
Como comerciante, ele negociava no Báltico e com a Holanda, e mais tarde estendeu os seus interesses à mineração de carvão. Ele também comprou terras em Coken e Haswell, County Durham, entre outras propriedades. Mais tarde, ele residiu em Haswell, County Durham. Tal como o seu pai, ele foi governador dos Merchant Adventurers de Newcastle-upon-Tyne (1551–2, 1557–8). Anderson morreu em 14 de março de 1571.